# 黛安娜·哈里斯
黛安娜·哈里斯（英語：Diana Harris，1948年8月14日—），英国女子游泳运动员。她曾代表英格兰参加1966年和1970年英联邦运动会游泳比赛，获得二枚金牌。她也曾参加1968年和1972年夏季奥运会。